# Aragonesische Sprache

Linguistische Karte Aragoniens (Aragonés rot)

Historische Entwicklung des Aragonesischen

Die aragonesische Sprache (aragonesisch und spanisch aragonés) zählt zu den romanischen Sprachen und wird nur noch in einigen Hochtälern der spanischen Pyrenäen im Norden der Provinz Huesca (aragonesisch Uesca) gesprochen, die gemeinsam mit den Provinzen Teruel und Saragossa die autonome Region Aragonien bildet. Die Anzahl der Sprecher wird auf etwa 12.000 geschätzt, zwischen 50.000 und 60.000 Personen verfügen über passive Kenntnisse der aragonesischen Sprache.

## Sprachgeschichte
Der Ausdehnung des Römischen Reiches auf die Iberische Halbinsel folgte auch die Verbreitung des Latein. Ungeachtet der Romanisierung lässt sich die Ausbreitung der aragonesischen Sprache im Wesentlichen auf die Reconquista und die Gebietserweiterungen des Königreichs Aragón zurückführen. Der älteste überlieferte Text in (west-)aragonesische Sprache sind die vermutlich in der Region La Rioja oder in Navarra entstandenen Glosas Emilianenses. Es handelt sich um eine ca. 977 entstandene Bilingue, in der ein sakraler vulgärlateinischer Text in romanischer Volkssprache kommentiert wurde, da er offenbar zu diesem Zeitpunkt anders nicht mehr verstanden wurde. Bis vor einigen Jahren betrachtete man die Glossen, die auch einige baskische Wörter enthalten, meist als ein frühes Zeugnis der spanischen Sprache (spanisch castellano).
Das Königreich Aragón erlangte im 13. Jahrhundert seine größte Ausdehnung bis an die Grenze der heutigen autonomen Region Murcia. Ab dem 16. Jahrhundert wurde die Sprache nach Norden bis in die Pyrenäentäler zurückgedrängt. Dieser Prozess dauerte bis in das 19. Jahrhundert an. Ausschlaggebend dafür war die Einführung des Kastilischen als offizielle Sprache der Diplomatie durch Karl I. von Spanien im Jahr 1536, weshalb sich das Aragonesische nicht zu einer Hochsprache entwickeln konnte.
Die Zeit der Franco-Diktatur (1939–1975) verhinderte später die Verwendung regionaler Sprachen sowie lokale Autonomiebestrebungen. Mit der beginnenden Demokratisierung nach der Zeit Francos rückten erneut regionale Werte und Besonderheiten in den Mittelpunkt. Die spanische Regierung beendete mit einer neuen Verfassung die Unterdrückung der sprachlichen Minderheiten und stellte sie der spanischen Sprache gleich. Darüber hinaus veranlasste die Regionalregierung von Aragón weitere Maßnahmen zum Schutz der regionalen Sprachvarietäten. Diese wurden allerdings mit der Verabschiedung des „Sprachengesetzes von Aragón“ (Ley de Lenguas de Aragón), am 9. Mai 2013 durch das aragonesische Regionalparlament unter Führung des Partido Popular beschlossen, aufgeweicht. Dort wird die Sprache mit dem Glottonym lengua aragonesa propia de las áreas pirenaica y prepirenaica (eigene aragonesische Sprache der Pyrenäen- und Vorpyrenäenregion, LAPAPYP) bezeichnet.

## Varietäten
Die aragonesische Sprache zeichnet sich durch eine Vielzahl von Dialekten aus, die von dem Kastilischen und dem Katalanischen beeinflusst werden. Die jeweiligen Varietäten lassen sich in vier Teilgebiete unterscheiden:
1. Westaragonesisch (westlich des Flusses Aragón bis an die Grenze zu Navarra, umfasst die Täler Val d’Ansó, Val d’Echo, Aragüés del Puerto und Jaca)[11]: cheso, ansotano, chaqués[12]
2. Zentralaragonesisch (zwischen den Flüssen Gállego und Cinca, im Süden von den Flüssen Basa und Guarga begrenzt)[11]: panticuto, bergotés, belsetán, tensino[12]
3. Ostaragonesisch (zwischen den Flüssen Cinca und Ésera)[13]: chistabín, fobano, benasqués, grausino, focense, estadillano[12]
4. Südaragonesisch (umfasst das Gebiet von Somontano de Barbastro und Huesca)[14]: somontano[15]

## Phonologie

Die Ausbreitung der Aragonesischen Sprache.

### Vokale
- Der Vokalbestand des Aragonesischen ist mit dem des Kastilischen identisch.
- /a/ - Bsp.: palla, faba, taca
- /e/ - Bsp.: meter, rete, perera
- /i/ - Unterscheidung in den palatalen Bereich [i] – Bsp.: ibón, filo; den Bereich der Halbvokale [i] – Bsp.: pai (kastilisch: padre), foi (kastilisch: hago) und den des Halbkonsonanten [j] – Bsp.: ubierto, tiengo (kastilisch: tengo)
- /o/ - Bsp.: plorar, montelón
- /u/ - Unterscheidung in den velaren Bereich [u]: nuquera, otular; den Bereich der Halbvokale [u̯] mit zwei Diphthongierungen au und eu – Bsp.: augua, aspeuto und den des Halbkonsonanten [w] mit drei Diphthongierungen ua, ue und ui – Bsp.: tuara, mueso, muito[16]

### Konsonanten
- Die okklusiven, stimmlosen, intervokalischen Konsonanten der lateinischen Epoche wurden beibehalten. Bsp.: espata (kastilisch: espalda), comito (kastilisch: comida), apierto (kastilisch: abierto), capeza (kastilisch: cabeza)
- Es erfolgt die Sonorisierung der stimmlosen Konsonanten beim Zusammentreffen mit nasalen und liquiden Lauten. Bsp.: aldo (kastilisch: alto), blango (kastilisch: blanco)[17]

#### Okklusive Konsonanten
- /p/ - Bsp.: palla (kastilisch: paja), emplir (kastilisch: llenar)
- /t/ - Bsp.: taca (kastilisch: mancha), rete (kastilisch: red)
- /b/ - Bsp.: biega (kastilisch: viga), debán (kastilisch: delante)
- /d/ - Bsp.: dien (kastilisch: diente), cado (kastilisch: madriguera)
- Phoneme /k/ und /g/
  - okklusiv, velar und stimmlos realisiert
  - Verwendung der Grapheme ⟨c⟩ und ⟨g⟩ vor den Vokalen [-a], [-o], [-u] und den Konsonanten [l], [r], Bsp.: caxa (kastilisch: caja), cuco (kastilisch: gusano), gurrión (kastilisch: gorrión)
  - Verwendung der Nexus qu und gu vor den Vokalen [-e] und [-i], Bsp: quera (kastilisch: carcoma), guito (kastilisch: inquieto)[18]

#### Frikative und affrikative Konsonanten
- Das frikative, stimmlose, labiodentale Phonem /f/ und das interdentale /θ/ wird durch die Grapheme ⟨f⟩ und ⟨z⟩ realisiert. Bsp.: forato (kastilisch: agujero, hoyo), fer (kastilisch: hacer), zarrar (kastilisch: cerrar), zorze (kastilisch: ratón, roedor)
- Das frikative stimmlose Phonem /x/ wird durch das Graphem ⟨j⟩ dargestellt. Bsp.: majo (kastilisch: majo[19]) joriar (kastilisch: orear)
- Das affrikative, palatale, stimmlose /ʧ/ wird durch ⟨ch⟩ repräsentiert. Bsp.: chelo (kastilisch: hielo), chugar (kastilisch: jugar)
- Das frikative, präpalatale, stimmlose Phonem /ʃ/ wird durch das Graphem ⟨x⟩ realisiert. Bsp.: baxo (kastilisch: bajo), alox (kastilisch: alojamiento)[20]

#### Nasale Phoneme
- Die stimmhaften, nasalen, bilabialen Phoneme /m/ und alveolaren /n/ sowie das palatale /ɲ/ werden durch die Grapheme [m],[n] sowie [ñ] realisiert. Bsp.: muito (kastilisch: mucho), erenzio (kastilisch: herencia), añada (kastilisch: año)[21]

#### Laterale Phoneme
- Das alveolare, laterale, stimmhaftes /l/ wird durch das Graphem ⟨l⟩ dargestellt, Bsp.: lolo (kastilisch: abuelo)
- Das palatale, laterale, stimmhafte /ʎ/ wird durch das Graphem ⟨ll⟩ realisiert, Bsp.: biello (kastilisch: viejo)[21]

#### Vibranten
- Der einfache alveolare Vibrant /r/ wird mit dem Graphem ⟨r⟩ bezeichnet.
  - Intervokalisch – Bsp.: zuro, corcho, farsante
  - Endsilbe – Bsp.: niérbol, zarza, meter
- Das finale [-r] wird nicht realisiert. Bsp.: fer-lo (kastilisch: hacerlo) wird [felo] gesprochen.
- In der finalen Konsonantengruppe ⟨-rs⟩ wird das ⟨r⟩ nicht gesprochen: Bsp.: flors (kastilisch: flores) wird [flos] gesprochen.
- Der doppelte alveolare Vibrant /r/ wird in der intervokalischen Stellung grafisch als ⟨rr⟩ realisiert. Bsp.: fierro (kastilisch: hierro)[22]

## Morphosyntaktische Merkmale

### Artikel
- Es werden die bestimmten Artikel o/os (mask. Sg./Pl.) und a/as (fem. Sg./Pl.) verwendet. Bsp.: o zucre (kast.: el azúcar), a tabierna (kast.: la taberna), os chemecos (kast.: los gemidos), as garras (kast.: las piernas)[23]
- Die unbestimmten Artikel un/unos (mask. Sg./Pl.) und una/unas (fem. Sg./Pl.) sind mit denen des Kastilischen identisch.[24]

### Genus
- Viele Substantive, die auf [-or] enden, sind feminin. Bsp.: a fridor (kast.: el fresco), a clamor (kast.: el barranco)
- Zahlreiche Substantive, deren Bedeutung vom Kastilischen abweichen, haben deshalb ein anderes Genus. Bsp.: o chordón (kast.: la famburesa), o maitín (kast.: la mañana)
- Zudem existieren Substantive, die sich lexikalisch vom Kastilischen nicht unterscheiden, allerdings ein anderes Genus aufweisen. Bsp.: a fin (kast.: el fin), o costumbre (kast.: la costumbre)
- Für den Gebrauch der Substantive und Adjektive wird das finale [-a] für die Kennzeichnung des femininen Wortbestands verwendet sowie das finale [-o] für die Benennung der maskulinen Wörter.
- Die Kongruenz in Numerus und Genus der Substantive und Adjektive unterscheiden sich nicht vom Kastilischen.[25]

### Plural
- Normalerweise wird das Substantiv durch ein finales [-s] erweitert. Bsp.: chóben – chobens (kast.: jovenes), mon – mons (kast.: montes)
- Endet das Substantiv auf einen Vokal, wird die Pluralform wie im Kastilischen gebildet. Bsp.: onso – onsos, fillo – fillos
- Wenn das Substantiv auf [-ero] endet, erfolgt die Pluralbildung mit [-ers]. Bsp.: entero – enters, minero – miners
- Die Deklination erfolgt bei vielen Substantiven unregelmäßig. So wird z. B. die Singularendung auf [-t] und [-d] durch [-z] ersetzt. Bsp.: purpút – purpúz, negrút – negrúz
- Endet das Substantiv auf [-ch], [-x], [-z], [-s], wird die Pluralform mit [-es] gebildet. Bsp.: pex – pexes, zorz – zorzes[26]

### Possessivpronomen
- Die Pronomina und possessive Adjektive haben dieselbe Form.
- Bei der Verwendung des Possessivpronomens als Adjektiv wird der Artikel dem Possessivpronomen vorangestellt. Bsp.: o mío libro (kast.: mi libro), a mía casa (kast.: mi casa)
- Weitere Formen:
  - o tuyo – o tuyo fillo (kast.: tu hijo), a tuya chirmana (kast.: tu hermana)
  - o suyo – o suyo auto (kast.: su auto), a suya tufa (kast.: su melena)
  - os míos und as mías bei ungleichen Mengenangaben
  - Pluralformen: o nuestro, o buestro, o suyo[27]

## Vergleich mit spanischer Sprache
Als Sprachvergleich das Vaterunser auf Aragonesisch und Spanisch:
| Aragonesisch: Pai nuestro, que yes en o cielo, satificato siga lo tuyo nombre, vienga ta nusatros lo reino tuyo e se faiga la tuya voluntat n'a tierra como n'o cielo. Da-mos hué lo pan nuestro de cada dia, perdona las nuestras faltas como tamien nusatros perdonamos a los que mos faltan, no mos dixes cayer en a tentacion e libera-mos do mal. Amen. | Spanisch: Padre nuestro que estás en los cielos, santificado sea tu nombre. Venga a nosotros tu Reino. Hágase tu voluntad, así en la tierra como en el cielo. El pan nuestro de cada día dánosle hoy, y perdónanos nuestras deudas, así como nosotros perdonamos a nuestros deudores. Y no nos dejes caer en la tentación, mas líbranos del mal. Amén. |

## Forschung
Das Aragonesische gilt nach Einschätzung der UNESCO als gefährdete Sprache.
Eine Reihe von Organisationen befasst sich mit der aragonesischen Sprachproblematik. Die wichtigste Organisation ist die im Mai 1976 gegründete Sprachakademie „Consello d’a Fabla Aragonesa“, die sich für die Forschung und Förderung der aragonesischen Sprache sowie für deren Einführung in den Bereichen Kultur, Schulbildung und Verwaltung einsetzt. Die Akademie veröffentlicht die Zeitschrift „Fuellas“ auf Aragonesisch und fördert außerdem regelmäßige Sprachkurse auf privater Basis. Seit 1987 wird Aragonesisch als Wahlfach im Lehrerseminar in Huesca angeboten.